# هفت دختر برای هفت پسر
هفت دختر برای هفت پسر فیلمی به کارگردانی محمد متوسلانی و نویسندگی احمد نجیب‌زاده محصول سال ۱۳۴۷ است.

## خلاصه داستان
اشرف زاده سه پسرش را به متل قو می‌فرستد تا سه دختر حقیقت پور را به عنوان همسر برگزینند..

## بازیگران
- منصور سپهرنیا
- محمد متوسلانی
- گرشا رئوفی
- ثریا بهشتی
- محمد عبدی
- گیتی فروهر
- حسن نورهانی
- منوچهر سحابی
- ایراندخت
- مژگان
- طاطایی
- محمود پیراسته
- احمد نیک نژاد
- زینا نجاتی
- سهیلا
- مهری
- شمسی فضل‌الهی
- فریده
- سعید
- عباس فرزین
- احمد عرب
- بهمن امیری
- جهانگیر جهانگیری
- داوود قربانلو
- ناصر مددکار
- عادل عزیزی
- پروین